# サン・ルーフォ
サン・ルーフォ（伊: San Rufo）は、イタリア共和国カンパニア州サレルノ県にある、人口約1,700人の基礎自治体（コムーネ）。

## 地理

### 位置・広がり

#### 隣接コムーネ
隣接するコムーネは以下の通り。
- コルレート・モンフォルテ
- サン・ピエトロ・アル・ターナグロ
- サンタルセーニオ
- テッジャーノ